# 欧丹冈
欧丹冈（法語：Audinghen，法語發音：[odɛ̃ɡɑ̃]）是法国上法蘭西大區加来海峡省的一个市镇，属于滨海布洛涅区。

## 地理
欧丹冈（50°51'6"N, 1°36'47"E）面积13.09 平方千米，位于法国上法蘭西大區加来海峡省，该省份为法国北部沿海省份，西北濒北海，南至索姆省，东临北部省。
与欧丹冈接壤的市镇（或旧市镇、城区）包括：塔尔丹冈、欧德勒塞勒、巴赞冈。
欧丹冈的时区为UTC+01:00、UTC+02:00（夏令时）。

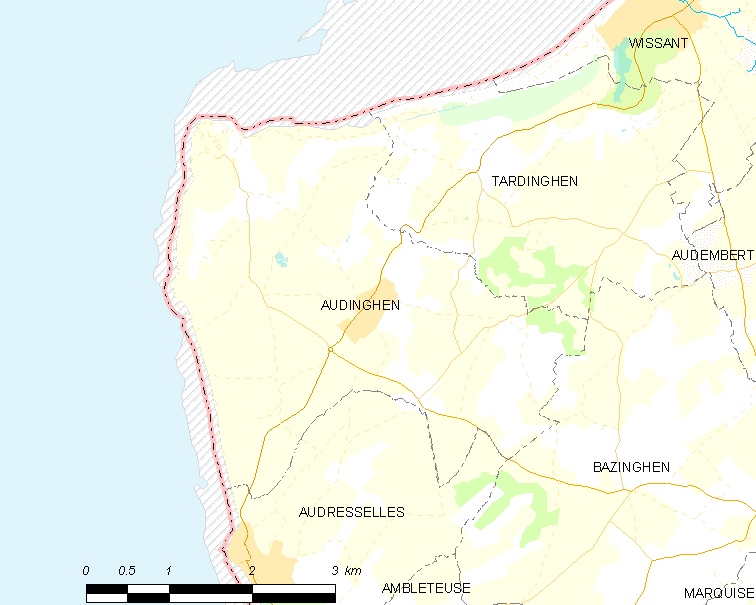
欧丹冈的OSM定位图

## 行政
欧丹冈的邮政编码为62179，INSEE市镇编码为62054。

## 政治
欧丹冈所属的省级选区为代夫勒县。

## 人口

1962-2008年间欧丹冈人口变化图示

欧丹冈于2022年1月1日时的人口数量为623人。